# Sesquipedalia verba
Sesquipedalia verba è una locuzione latina, che può essere tradotta in italiano con la frase "Parole di un piede e mezzo", cioè parolone che riempiono la bocca.
Si cita per certi politici e oratori che sembrano fare uno studio per usare paroloni ad effetto, molte volte incomprensibili, solo per attirare l'attenzione.
È usata da Orazio nella sua Ars poetica (I, 97).